# Bezirk Alsunga
Der Bezirk Alsunga (Alsungas novads) war ein Bezirk im Westen Lettlands in der Region Kurland, der von 2009 bis 2021 existierte. Bei der Verwaltungsreform 2021 wurde der Bezirk aufgelöst, seine Gemeinden gehören seitdem zum Bezirk Kuldīga.

## Geographie
Der Bezirk war zur Hälfte mit Wald bedeckt und wurde von der Užava durchflossen. 

## Bevölkerung
Der Bezirk bestand nur aus der Gemeinde Alsunga (pagasts) mit den Orten Almāle, Balande, Dienvidstacija, Ziedlejas, Bērzkalni, Būcmaņi, Grāveri, Reģi sowie dem Verwaltungszentrum Alsunga. 1268 Einwohner lebten 2020 im Bezirk Alsunga. Viele davon gehören zur katholischen Minderheit der Suiti.

## Historische Herrenhäuser

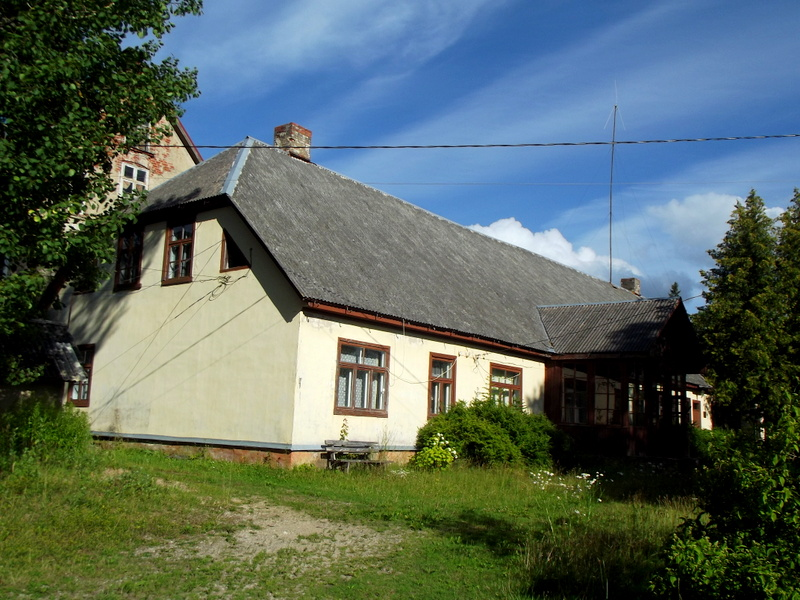
Herrenhaus Almahlen in Almāle
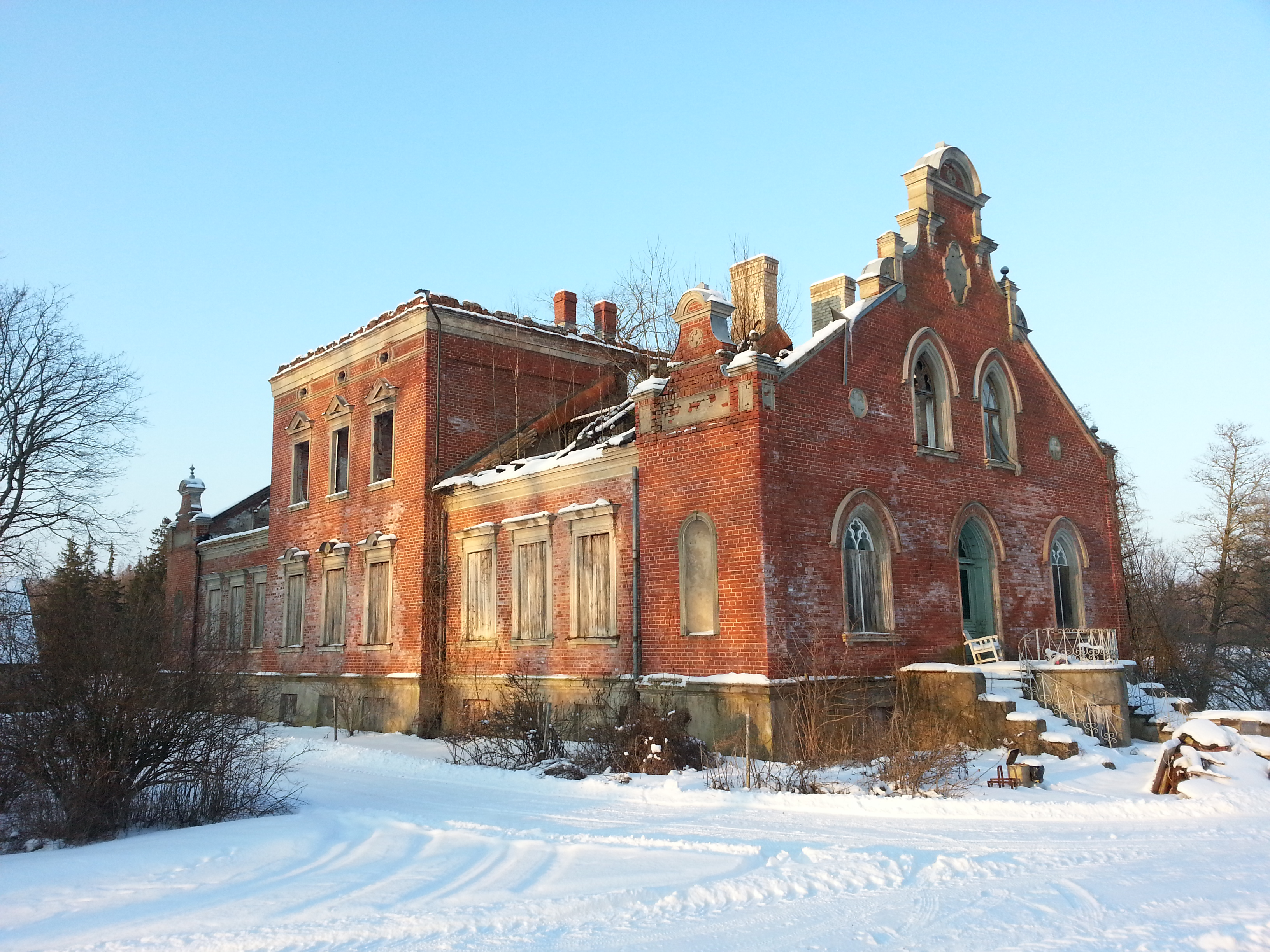
Herrenhaus Reggen in Reģi, erbaut 1890, abgebrannt 2007

## Nachweise
1. ↑  Vides aizsardzības un reģionālās attīstības ministrija (Ministerium für Naturschutz und Regionalentwicklung), Karten und Auflistung der Verwaltungseinheiten, abgerufen am 17. Juli 2021
2. ↑  Bevölkerung der Regionen, Städte und Bezirke Centrālā statistikas pārvalde (Statistisches Amt der Republik Lettland), abgerufen am 9. April 2021.